# Spiroctenus curvipes
Spiroctenus curvipes is een spinnensoort in de taxonomische indeling van de bruine klapdeurspinnen (Nemesiidae).
Spiroctenus curvipes werd in 1919 beschreven door Hewitt.